# Оксид-бромид европия(III)
Окси́д-броми́д евро́пия(III) — неорганическое соединение, 
оксосоль европия и бромистоводородной кислоты с формулой EuOBr,
светло-жёлтые кристаллы.

## Получение
- Разложение кристаллогидрата бромида европия(III) при нагревании:

{\displaystyle {\mathsf {EuBr_{3}\cdot xH_{2}O\ {\xrightarrow {380-650^{o}C}}\ EuOBr+2HBr+(x-1)H_{2}O}}}

## Физические свойства
Оксид-бромид европия(III) образует светло-жёлтые кристаллы
тетрагональной сингонии.